# Jan Kronsztadzki
Jan Kronsztadzki, wł. Iwan Iljicz Siergijew (ur. 19 października?/31 października 1829 w Surze, zm. 20 grudnia 1908?/2 stycznia 1909 w Kronsztadzie) – rosyjski duchowny prawosławny i działacz społeczny, święty Kościoła prawosławnego.
Pochodził z rodziny cerkiewnego psalmisty z guberni archangielskiej. Ukończył seminarium duchowne w Archangielsku (1851 r.), a następnie Petersburską Akademię Duchowną (1855 r.). W roku ukończenia Akademii ożenił się z Jelizawietą Nieswicką, a następnie przyjął święcenia kapłańskie. Dzięki małżeństwu z córką odchodzącego na emeryturę proboszcza parafii przy soborze św. Andrzeja w Kronsztadzie uzyskał etat kapłana w tejże parafii. Był z nią związany do końca życia, stąd nadany mu jeszcze za życia przydomek Kronsztadzki, którym sam duchowny posługiwał się zamiast nazwiska. 
W Kronsztadzie prowadził szeroko zakrojoną działalność charytatywną i duszpasterską, wspierając materialnie najuboższych mieszkańców miasta i głosząc wśród nich zasady prawosławnej moralności. Zorganizował dom pracy, w którym bezrobotni i bezdomni mieszkańcy Kronsztadu mogli znaleźć zatrudnienie i zakwaterowanie. Z czasem jego sława obrońcy najuboższych i charyzmatycznego kaznodziei rozprzestrzeniła się na cały kraj. Janowi Kronsztadzkiemu przypisywano dary leczenia siłą samej modlitwy i przepowiadania przyszłości. Na jego adres wpływały dary finansowe od osób prywatnych, które następnie przeznaczał na wsparcie dzieł dobroczynności, cerkwi i monasterów. Jego wystąpienia publiczne gromadziły tysiące wiernych. W 1894 r. został zaproszony do umierającego cara Aleksandra III. 
Reprezentował skrajnie konserwatywne, nacjonalistyczne poglądy polityczne, w swoich kazaniach wielokrotnie poruszał tematy związane z bieżącą sytuacją Rosji. Sprzeciwiał się wszelkim reformom w państwie, twierdząc, że Rosja powinna pozostać monarchią absolutną, z prawosławiem jako jedyną panującą religią. Imperium Rosyjskie utożsamiał ze Świętą Rusią i królestwem Boga na ziemi, zapowiadając równocześnie jego upadek, o ile w kraju nadal będą szerzyły się idee liberalne, w tym równouprawnienie różnych wyznań. W ostatnich latach życia był związany z Czarną Sotnią. 
Jest autorem wydanego pośmiertnie dziennika Moje życie w Chrystusie, w którym opisywał swoje dążenia do doskonalenia duchowego, pisał o walce z grzesznymi myślami i działaniami, notował modlitwy. Wiernych wzywał do konsekwentnego doskonalenia się w duchu ewangelicznym, oparcia swojego życia na miłości bliźniego, miłosierdziu i współczuciu, łagodności, posłuszeństwie, czystości i gotowości do wyrzeczeń. 
Został kanonizowany w 1964 r. przez Rosyjski Kościół Prawosławny poza granicami Rosji, 14 czerwca 1990 r. również przez Rosyjski Kościół Prawosławny.

## Życiorys

### Młodość
Urodził się w Surze, na terenie guberni archangielskiej. Jego rodzicami byli psalmista cerkiewny Ilja Michajłowicz Siergijew oraz jego żona Fieodora. Został ochrzczony w dniu urodzenia; imię otrzymał na cześć świętego, który był wówczas wspominany – bułgarskiego mnicha Jana Rylskiego. Wspominając wczesną młodość, późniejszy święty podkreślał, że jego rodzina stale żyła w ubóstwie, zaś ojciec ciężko chorował. Również przyszły duchowny był jako dziecko słabego zdrowia. Szczególny wpływ na młodego Iwana Siergijewa miała jego matka. Była ona osobą głęboko religijną i te same zasady życiowe wpoiła synowi. Do śmierci w 1871 r. pozostawała dla niego największym autorytetem. Głęboka wiara przyszłego kapłana była widoczna jeszcze przed jego wyjazdem do seminarium duchownego. Mieszkańcy Sury wielokrotnie prosili go o modlitwę w swojej intencji. On sam twierdził, że już w młodym wieku miewał pierwsze widzenia.

### Edukacja i działalność duszpasterska
Edukację na poziomie podstawowym Iwan Siergijew odebrał w szkole parafialnej w Surze. Następnie, zdecydowany zostać kapłanem, ukończył seminarium w Archangielsku w 1851 r. Za wyróżniające się wyniki w nauce otrzymał prawo podjęcia wyższych studiów teologicznych w Petersburskiej Akademii Duchownej za państwowe stypendium. W tym samym roku nieoczekiwanie zmarł jego ojciec. Iwan Siergijew rozważał możliwość przerwania studiów i przyjęcia święceń diakońskich lub podjęcia pracy jako psalmista, by móc wspierać finansowo rodzinę. Jego matka nie zgodziła się jednak, by zrezygnował z kształcenia teologicznego. Ostatecznie przyszły duchowny kontynuował naukę, łącząc ją z pracę pisarza akademickiego. Uzyskiwane zarobki przesyłał do domu. W czasie studiów rozważał złożenie ślubów zakonnych i wyjazdu w charakterze misjonarza do Ameryki Północnej, na Syberię lub do Chin. Ostatecznie zdecydował jednak (jak twierdził, pod wpływem proroczego snu), że równie pożyteczną pracę duszpasterską będzie mógł prowadzić jako duchowny parafialny na terenach zamieszkanych przez Rosjan.
W 1855 r. obronił pracę dyplomową, poświęconą staroobrzędowcom. Następnie ożenił się z Jelizawietą Konstantinowną Nieswicką, córką proboszcza parafii przy soborze św. Andrzeja w Kronsztadzie. Ojciec jego żony ze względu na podeszły wiek odszedł w stan spoczynku, umożliwiając Iwanowi Siergijewowi – po przyjęciu święceń kapłańskich – podjęcie pracy duszpasterskiej w jego dawnej parafii. W zamian zobowiązywał się on do opieki nad ojcem żony i jej rodzeństwem – trzema braćmi i dwiema siostrami. 10 grudnia 1855 r. Siergijew został wyświęcony na diakona przez biskupa Makarego (Bułgakowa), zaś 12 grudnia tego samego roku w soborze Świętych Piotra i Pawła w Petersburgu przyjął święcenia kapłańskie z rąk biskup rewelskiego Krzysztofa. Natychmiast po ślubie Iwan Siergijew zakomunikował żonie, iż zamierza - mimo zawarcia związku małżeńskiego - żyć w celibacie. Chciał bowiem codziennie służyć Świętą Liturgię, natomiast prawosławne prawo kanoniczne zobowiązuje żonatych duchownych do powstrzymywania się od współżycia dzień wcześniej. Żona duchownego skarżyła się w sprawie zachowania męża metropolicie petersburskiemu Izydorowi, który bezskutecznie przekonywał Iwana Siergijewa do zmiany zdania. Kapłan twierdził, że w jego decyzji jest wola boża, którą wszyscy poznają w przyszłości. Decyzję duchownego krytykował, jako całkowicie niespotykaną w ówczesnej Cerkwi rosyjskiej, jeden z największych autorytetów duchowych tamtych czasów Teofan Pustelnik, lecz i jego listy nie przekonały Iwana Siergijewa. Ostatecznie Jelizawieta Siergijewa pogodziła się z decyzją męża. Małżonkowie wychowali jej siostrzenicę Rufinę, której matka znajdowała się w bardzo złej sytuacji materialnej.

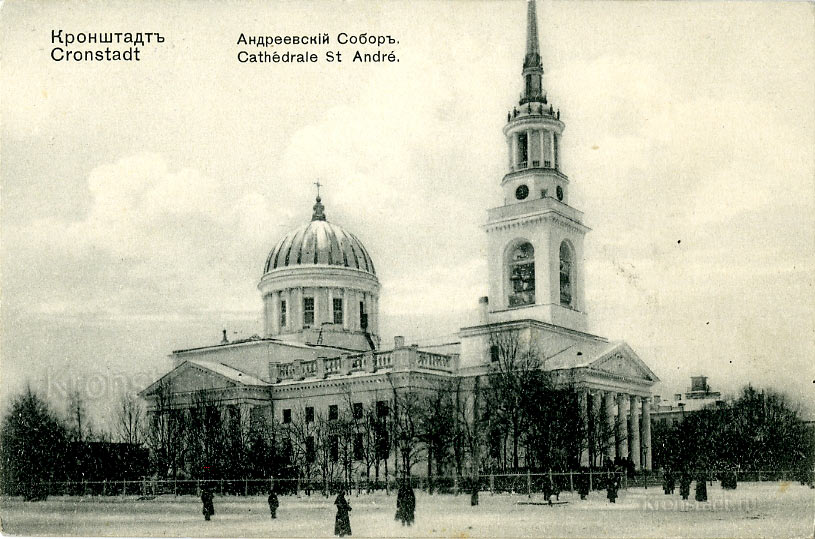
Sobór św. Andrzeja w Kronsztadzie, pocztówka z drugiej dekady XX wieku. Jan Kronsztadzki służył w miejscowej parafii w latach 1855–1908

Ks. Siergijew przez cały okres pracy duszpasterskiej był związany z soborem św. Andrzeja w Kronsztadzie, stąd określanie go już przez współczesnych mianem Jana Kronsztadzkiego – sam również podpisywał się w ten sposób, pomijając prawdziwe nazwisko. Prowadził ascetyczny tryb życia, stale pościł, codziennie służył Świętą Liturgię. Szczególną wagę przywiązywał do regularnej lektury Starego i Nowego Testamentu oraz do głoszenia homilii – w każdą niedzielę i święto wygłaszał homilię napisaną przez siebie lub przesłaną przez metropolitę petersburskiego Grzegorza. Od 1857 r. był katechetą szkoły miejskiej w Kronsztadzie, zaś od 1861 r. – także miejscowego gimnazjum klasycznego. Pracę tę wykonywał do śmierci.
Działał na rzecz ewangelizacji i propagowania chrześcijańskiego trybu życia wśród mieszkańców Kronsztadu. Kronsztad był wówczas miastem, do którego zsyłano z Petersburga przestępców i ludzi podejrzanych. Plagą w mieście były kradzieże, alkoholizm i prostytucja. Duchowny mimo to regularnie udawał się do najuboższych dzielnic miasta, by nieść pomoc materialną (niekiedy oddawał ubogim nawet własną odzież i obuwie) i prowadzić umoralniające rozmowy. Regularnie odwiedzał robotników portowych zamieszkujących położoną poza miastem kolonię baraków, spotykał się z bezrobotnymi i ich rodzinami, przekazywał im dary materialne. Całą swoją pensję, przysługującą mu jako proboszczowi, rozdawał jako jałmużnę. Hierarchia cerkiewna przestała wówczas wypłacać mu wynagrodzenie, przekazując je rodzinie duchownego. Jan Kronsztadzki zachował jedynie wynagrodzenie katechety, które w dalszym ciągu przekazywał biednym. Szybko zyskał ogromną popularność wśród ubogich, którzy przychodzili do niego po dary po odprawianych przez niego nabożeństwach. Z czasem zamożniejsi wierni, pragnący wspierać ubogich, przekazywali mu swoje datki, które duchowny razem z pomocnikami rozdzielał wśród potrzebujących. Po jałmużnę do Kronsztadu przybywali również ubodzy z Petersburga. Od 1872 r. duchownemu podczas wizyt w najuboższych dzielnicach towarzyszyła jego uczennica duchowa Paraskiewa Kowrigina, która pośredniczyła w szczególności w rozmowach i kontaktach kapłana z kobietami.
Jana Kronsztadzkiego wyróżniała wielka charyzma podczas odprawiania nabożeństw, wielkie zaangażowanie emocjonalne w odczytywane teksty liturgiczne i wykonywane gesty. Niekiedy przez wiele godzin spowiadał, a z czasem, gdy zainteresowanych przystąpieniem do sakramentu pokuty u niego było zbyt wielu, zaczął praktykować spowiedź zbiorową - wzywał wszystkich zgromadzonych w cerkwi do jednoczesnego, głośnego wyznania swoich grzechów. 
W 1875 r. ks. Siergijew otrzymał godność protojereja, zaś w 1897 r. został proboszczem parafii św. Andrzeja.

#### Nauczanie
Od momentu przyjęcia święceń kapłańskich Jan Kronsztadzki prowadził dziennik Moje życie w Chrystusie, w którym opisywał swoje dążenia do doskonalenia duchowego, pisał o walce z grzesznymi myślami i działaniami, notował modlitwy. W wydanym pośmiertnie dzienniku propagował częste odmawianie Modlitwy Jezusowej, w ówczesnej Rosji uważanej za zarezerwowaną dla mnichów. Wzywał również do jak najczęstszego przystępowania do sakramentu Eucharystii. Dopuszczał przy tym do Eucharystii jedynie osoby, które w tym samym dniu odbyły spowiedź. W soborze św. Andrzeja przyjmował nie tylko spowiedź uszną, ale i akty spowiedzi publicznej.
Jan Kronsztadzki twierdził, że Kościół prawosławny jest jedynym związkiem wyznaniowym głoszącym prawdziwą wiarę i stanowczo sprzeciwiał się równouprawnieniu wyznań w Rosji. Jego wskazania moralne i duchowe opierały się na zaleceniach ewangelicznych. Wiernych wzywał, by czynili postępy w

wewnętrznej nauce serca: nauce miłości, wiary, modlitwy, łagodności, posłuszeństwa, czystości, cnotliwości, miłosierdzia, współczucia i wyrzeczenia

Szczególne miejsce w działalności duszpasterskiej Jana Kronsztadzkiego zajmowało wezwanie do zerwania z pijaństwem, na mniejszą skalę także z paleniem tytoniu.
Jako katecheta szkolny kapłan wielokrotnie twierdził, że edukacja religijna jest najważniejszym elementem kształcenia człowieka i że Rosji potrzebni są nie tyle uczeni członkowie społeczeństwa, co pobożni wierni prawosławni.

### Sława świętego kapłana
W ciągu pierwszych piętnastu lat pracy duszpasterskiej zaangażowanie Jana Kronsztadzkiego wśród najuboższych spotykało się z niezrozumieniem i rezerwą. Jego bezpośredni przełożony, proboszcz parafii św. Andrzeja w Kronsztadzie nie chciał, by kapłan codziennie odprawiał Świętą Liturgię, co dla ówczesnego rosyjskiego duchowieństwa parafialnego było praktyką niespotykaną.  Odwiedziny kapłana w najuboższych dzielnicach Kronsztadu budziły w mieście zdumienie, a kronsztadzki policmajster Gołowaczow był im wprost przeciwny. Zdarzały się przypadki, gdy wyżsi hierarchowie cerkiewni źle traktowali czy wręcz poniżali ks. Siergijewa.
Z czasem jednak duchowny zyskał ogromny autorytet i stał się sławny w całej Rosji. Przełomowym w jego życiu był rok 1883, gdy grupa wiernych z Petersburga opublikowała w piśmie "Nowoje wriemia" ogłoszenie, w którym dziękowali mu za uzdrowienie siłą modlitwy. Chociaż podobne publikacje pojawiały się jeszcze wcześniej w prasie kronsztadzkiej, dopiero to ogłoszenie zwróciło uwagę hierarchii cerkiewnej. Sprawą interesował się oberprokurator Świątobliwego Synodu Rządzącego Konstantin Pobiedonoscew, który mimo początkowych wątpliwości uznał, iż duchowny nie zainicjował ogłoszenia sam i nie wyciągnął wobec niego konsekwencji. Ostatecznie Pobiedonoscew i cerkiewni hierarchowie postanowili odtąd popierać działalność Jana, uznając, że chociaż jego działalność duszpasterska jest pod wieloma względami niekonwencjonalna, to jest on lojalnym poddanym carskim, ukochanym przez lud. Przekonanie o natchnieniu jego działalności przez Boga wyrażali metropolita moskiewski Leoncjusz, a z czasem także Teofan Pustelnik. O niezwykłym autorytecie Jana wśród ludu pisał arcybiskup chełmski Eulogiusz. Uznany jeszcze za życia za świętego, przyjmował w swoim domu tysiące pielgrzymów i otrzymywał setki listów z prośbami o modlitwę i pomoc – nie tylko z Rosji, ale i Szwecji, Wielkiej Brytanii i Stanów Zjednoczonych. W 1882 r. z inicjatywy duchownego w Kronsztadzie powstał dom pielgrzyma, w którym mogli zatrzymywać się jego goście. Duchowny odbywał również wizyty duszpasterskie w różnych miastach Rosji, gromadząc tysiące wiernych. 15 lipca 1890 w Charkowie na odprawianej przez niego Świętej Liturgii wierni zgromadzili się nie tylko w soborze, ale i na otaczającym go placu i przyległych ulicach. Molebień w tym samym mieście, służony na Placu Soborowym, zgromadził 60 tys. ludzi. Do podobnych sytuacji dochodziło w czasie wizyt Jana Kronsztadzkiego w Samarze, Saratowie, Kazaniu i Niżnym Nowogrodzie. Wierni przybywali nie tylko na nabożeństwa, ale i tłumnie witali kapłana na dworcach kolejowych, pragnąc uzyskać osobiste błogosławieństwo.

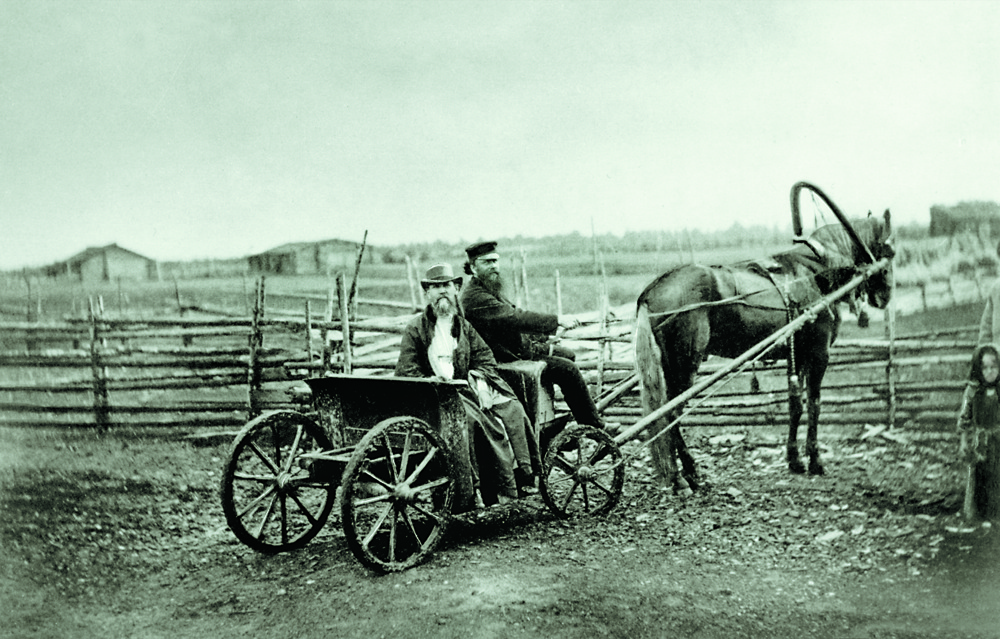
Jan Kronsztadzki w czasie podróży duszpasterskiej do rodzinnej wsi, 1891

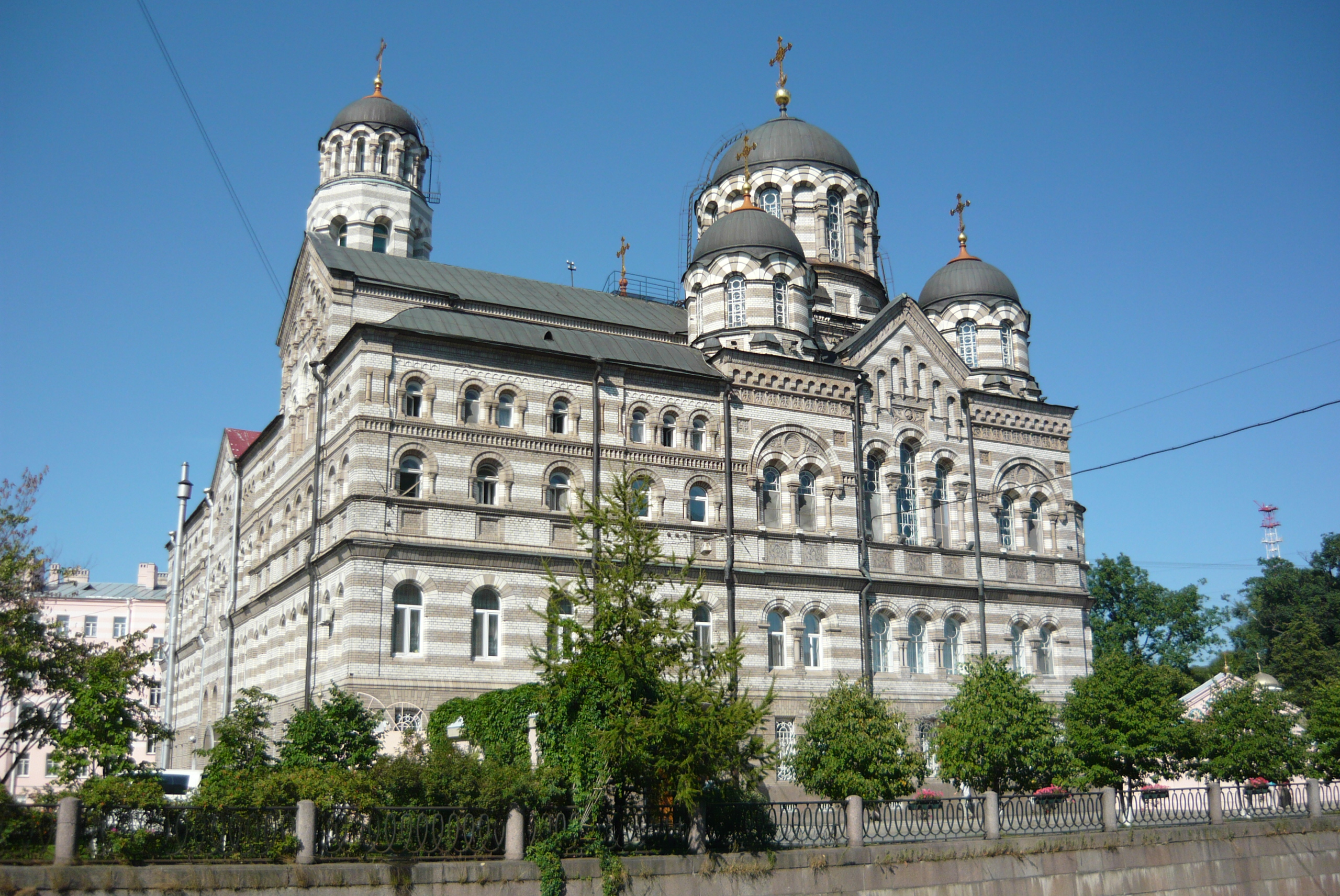
Żeński monaster św. Jana Rylskiego w Petersburgu, założony przez Jana Kronsztadzkiego

Sława duchownego jako osoby bezinteresownie działającej na rzecz ubogich sprawiła, że na jego adres zaczęły wpływać datki ofiarodawców pragnących, by ich pieniądze przeznaczyć na wsparcie inicjatyw charytatywnych. Umożliwiło to Janowi Kronsztadzkiemu zorganizowanie pomocy na szerszą skalę, poprzez stowarzyszenie dobroczynne, jakie powołał przy parafii św. Andrzeja. W latach 1872–1882 stowarzyszenie to, przy znacznym osobistym udziale duchownego, wzniosło w Kronsztadzie dom pracy, w którym bezrobotni i bezdomni mieszkańcy miasta mogli znaleźć zatrudnienie i zakwaterowanie. W skład domu wchodziły warsztaty wyrobów drewnianych, szewski, krawiecki, bezpłatna stołówka, ambulatorium, szkoła dzienna i wieczorowa, szkoła rękodzieła, biblioteka, schronisko dla sierot i świetlica dla dzieci. Dzięki wsparciu finansowemu rodziny carskiej duchowny doprowadził także do budowy „przystani zbawienia” w Zatoce Fińskiej – osiedla dla robotników sezonowych pracujących w Kronsztadzie.
Jan Kronsztadzki przekazywał również nadsyłane pieniądze na budowę cerkwi, monasterów, szpitali i szkół oraz wspierał osoby prywatne, które prosiły go o to listownie. Popierał Galicyjsko-Russkie Towarzystwo Dobroczynne.
W 1894 duchowny został zaproszony przez rodzinę carską do łoża umierającego cara Aleksandra III i udzielił mu komunii świętej przed śmiercią. Wśród odwiedzających go z prośbą o rady modlitwy byli hierarchowie Rosyjskiego Kościoła Prawosławnego i członkowie rodziny panującej.
Jan Kronsztadzki szczególnie opiekował się monasterem św. Jana Chrzciciela w Leuszynie, na czele którego stała jego uczennica duchowa ihumenia Taisa. Był również inicjatorem budowy monasteru św. Jana Rylskiego w Petersburgu, który powstał w latach 1901–1903 i w latach bezpośrednio po otwarciu zgromadził ponad 350 mniszek i posłusznic, z których pierwsze wywodziły się ze wspólnoty w Leuszynie.
Na kilka lat przed śmiercią Jan Kronsztadzki zachorował i musiał ograniczyć swoją działalność społeczną. Ostatnią Świętą Liturgię odprawił 9 grudnia 1908 r.; przewidując rychłą śmierć, pożegnał się wówczas ze swoimi parafianami. Zmarł 20 grudnia tego samego roku w swoim mieszkaniu w domu parafialnym soboru św. Andrzeja. Pogrzeb, w którym wzięły udział dziesiątki wiernych, prowadził metropolita petersburski i ładoski Antoni. Duchowny został pochowany w jednej z cerkwi monasteru św. Jana Rylskiego utworzonego z jego inicjatywy.

#### Przepowiednie Jana Kronsztadzkiego

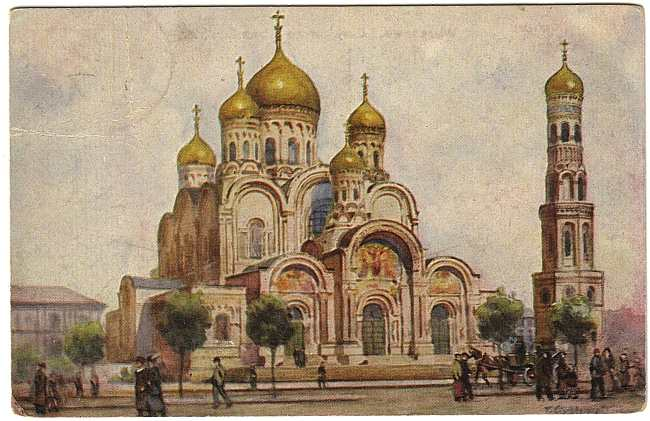
Sobór św. Aleksandra Newskiego w Warszawie. Jego budowy i zniszczenia dotyczyła jedna z najsłynniejszych przepowiedni Jana Kronsztadzkiego

Rosyjski Kościół Prawosławny, kanonizując Jana Kronsztadzkiego, uznał, że za swoje ascetyczne życie i pełną poświęcenia służbę duszpasterską został on nagrodzony darem przewidywania przyszłości. Za przykłady proroctw uznano m.in. następujące sytuacje:
- W czasie budowy monasteru św. Jana Rylskiego w Petersburgu duchowny poprosił o budowę dodatkowego obiektu mieszkalnego „dla leśniańskich mniszek”. Mimo niezrozumienia intencji kapłana, budowniczowie spełnili jego prośbę. W 1915 mniszki z monasteru Narodzenia Matki Bożej w Leśnej udały się na bieżeństwo; część z nich zamieszkała właśnie we wzniesionym na prośbę Jana Kronsztadzkiego domu[45].
- W 1898 Jan Kronsztadzki został zaproszony do udziału w ceremonii poświęcenia głównego soboru Piuchtickiego Monasteru Zaśnięcia Matki Bożej. Przejeżdżając przez pobliską Narwę zachwycił się pięknem miasta, po czym dodał, że pewnego dnia zostanie ono całkowicie zniszczone, podczas gdy monaster przetrwa. Słowa te Cerkiew odnosi do wydarzeń 1944, gdy Narwa poniosła ogromne straty w czasie niemieckich bombardowań, natomiast na klasztor spadł tylko jeden pocisk[45].
- W 1893, dowiedziawszy się o zbiórce pieniędzy na budowę soboru św. Aleksandra Newskiego w Warszawie, Jan Kronsztadzki zapowiedział, że po kilku latach od konsekracji tego obiektu Rosja rozpadnie się na kilka niepodległych państw, m.in. niezawisłość odzyska Polska. Odnowa potęgi rosyjskiej miała nastąpić dopiero wiele lat później, kapłan przewidywał także tragiczne dalsze losy niepodległej Polski. Sam zaś sobór w Warszawie według jego słów miał zostać zburzony[45]. Sobór św. Aleksandra Newskiego został faktycznie oddany do użytku liturgicznego w 1912, sześć lat przed odzyskaniem niepodległości przez Polskę, a w latach 20. XX wieku zburzony jako symbol carskiego panowania i rusyfikacji[46].
- W swoim dzienniku Jan Kronsztadzki zapisał szereg wizji, które zdaniem prawosławnych interpretatorów opisują ze szczegółami przebieg I wojny światowej, rewolucji październikowej i wojny domowej w Rosji, jak również długoletnie panowanie komunizmu w Rosji i jego ostateczny upadek[45].
- W 1908, w rozmowie z arcybiskupem jarosławskim i rostowskim Tichonem, Jan Kronsztadzki zaprosił go, by ten zajął jego miejsce. Słowa te Cerkiew interpretuje jako zapowiedź objęcia przez Tichona urzędu patriarchy moskiewskiego i całej Rusi (co nastąpiło w 1917) i uzyskania przez niego autorytetu wśród wiernych rosyjskich porównywalnego ze sławą Jana, co najmniej od lat 80. XIX wieku żyjącego w opinii świętości[47].

Cerkiew czci również Jana Kronsztadzkiego jako cudotwórcę, który siłą swojej modlitwy potrafił leczyć choroby cielesne oraz doprowadzać do duchowej odnowy grzeszników.

### Zaangażowanie polityczne

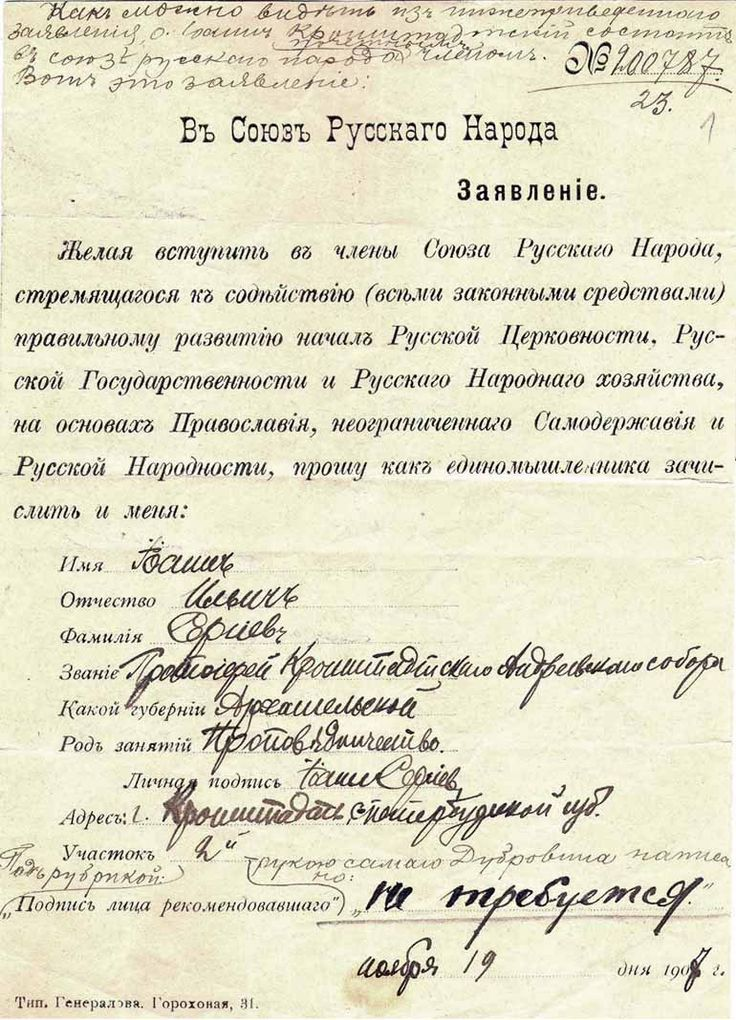
Deklaracja wstąpienia do Związku Narodu Rosyjskiego podpisana przez Jana Kronsztadzkiego

Jan Kronsztadzki był zdecydowanym przeciwnikiem idei rewolucyjnych i w swoich kazaniach, zwłaszcza w czasie rewolucji 1905, wielokrotnie występował przeciwko lewicowej inteligencji. Zapowiadał upadek Imperium Rosyjskiego:

Carstwo rosyjskie chwieje się, ulega wstrząsom, bliskie jest upadku. Jeśli bezbożników i anarchistów-szaleńców nie spotka zasłużona kara, jeśli Rosja nie oczyści się od chwastów, to opustoszeje jako dawne królestwa i miasta, starte przez sprawiedliwość Bożą z powierzchni ziemi

Bezkompromisowo broniąc prawosławia, Jan Kronsztadzki kilkakrotnie potępił w kazaniach poglądy Lwa Tołstoja (którego określał jako bluźniercę) i jego zwolenników. W 1902, wypowiadając się na ten temat, stwierdził, że w Rosji trwa fałszywe oświecenie, oparte na źle pojętej wolności. W 1905 potępił manifest październikowy, twierdząc, że posłużył on jedynie rozwojowi antyprawosławnej propagandy. Występował przeciwko liberalizmowi i próbom przekształcenia Rosji w monarchię konstytucyjną, twierdząc, iż car otrzymuje od Boga nie tylko władzę, ale i potrzebne do rządzenia siłę i mądrość. Za godnych współpracy w zarządzaniu Rosją uważał jedynie bogobojnych polityków prawosławnych. Do zachowania patriotyzmu i głębokiej wiary wzywał deputowanych III Dumy. Krytykował również postępowanie wielu współczesnych mu duchownych prawosławnych, twierdząc, że dają oni wiernym zły przykład. Twierdził, że Rosja ogromnie zgrzeszyła, gdy znaczna część jej mieszkańców przestała żyć według etyki prawosławnej, wzywał do powszechnego nawrócenia się. W przeciwnym razie, jak zapowiadał, miał nastąpić całkowity upadek państwa.
W 1907 Jan z Kronsztadu został członkiem honorowym skrajnie prawicowego i nacjonalistycznego Związku Narodu Rosyjskiego. W roku następnym, tj. miesiąc po wydaniu przez Świątobliwy Synod Rządzący zgody na członkostwo kapłanów w organizacjach monarchistycznych, zapisał się do tej organizacji drogą zwykłej procedury. Chociaż formalnie działalność duchownego w organizacji czarnosecinnej była krótka, idee głoszone w jego kazaniach w latach wcześniejszych były zbliżone do treści jej programu. Stąd Ludwik Bazylow twierdzi, że Jan Kronsztadzki w znaczącym stopniu przyczynił się do ukształtowania się w Rosji początku XX wieku klimatu wielkorosyjskiego i prawosławnego szowinizmu.
W 1903, po pogromie kiszyniowskim, Jan Kronsztadzki opublikował artykuł Moje myśli w rezultacie gwałtów chrześcijan i Żydów w Kiszyniowie, w którym określił „światowe żydostwo” jako początek nadchodzącego królestwa Antychrysta i zestawił je z Rosją-uosobieniem królestwa Boga. Początkowo duchowny potępił uczestników pogromu, następnie jednak zmienił zdanie, głównie pod wpływem rozmowy ze swoim uczniem duchowym, mnichem Serafinem (Cziczagowem). Po spotkaniu z nim w kolejnym liście stwierdził, że Żydzi w znacznym stopniu byli winni przemocy, do której doszło w Besarabii. W innych prywatnych rozmowach Jan Kronsztadzki twierdził, że nie jest wrogiem Żydów, ponieważ byli oni jako naród świadkiem zrodzenia Prawdy (tj. Jezusa Chrystusa), a sam Jezus był również Żydem z pochodzenia.

## Kult i kanonizacja
Jego osoba jeszcze za życia, wbrew jego woli, stała się obiektem kultu sekty joannitów, którzy widzieli w nim nowe wcielenie Chrystusa. Duchowny usiłował zwalczać sektę, osobiście udając się do wsi, gdzie działali jej członkowie, jednak bez skutku. Ruch ten został w 1908 r. potępiony przez Rosyjski Kościół Prawosławny, lecz mimo tego przetrwał.
Mieszkanie duchownego na drugim piętrze domu parafialnego przy soborze św. Andrzeja zostało w 1918 r. zamienione na cerkiew Trójcy Świętej. Pozostawała ona czynna do 1930 r.. Rok później sobór został zamknięty, a następnie zniszczony. Dawny dom parafialny został przebudowany, zaś mieszkanie Jana Kronsztadzkiego podzielone na pięć osobnych. W 1995 r., z inicjatywy grupy wiernych, szczególnie czczących pamięć duchownego, zrekonstruowano dwa pokoje dawnego mieszkania i cztery lata później urządzono w nim muzeum pamięci świętego.
Jan Kronsztadzki został kanonizowany 19 października 1964 przez ówcześnie niekanoniczny Rosyjski Kościół Prawosławny poza granicami Rosji. 8 czerwca 1990, niezależnie od tej decyzji, za świętego uznał go Rosyjski Kościół Prawosławny. Relikwie duchownego przechowywane są w założonym przez niego monasterze św. Jana Rylskiego w Petersburgu.
W 2015 w Moskwie odsłonięty został pomnik Jana Kronsztadzkiego.

## W literaturze
W utworze Nikołaja Leskowa Nocne marki zawarty został negatywny wizerunek Jana Kronsztadzkiego. Bohaterka utworu, Kławdija Stiepieniewa, zainspirowana przesłaniem Ewangelii, poświęca swoje życie służbie bliźnim. Jej rodzina, zaniepokojona zachowaniem kobiety, które uważa za dziwne, aranżuje jej spotkanie z powszechnie znanym w Rosji, uważanym za cudotwórcę kapłanem, który surowo krytykuje jej zachowanie, czy wręcz zarzuca jej herezję. Dzieło sugeruje tym samym obłudę i hipokryzję duchownego uważanego za świętego jeszcze za życia i podkreśla, że jego postawa, powszechna wśród duchowieństwa, prowadzi do potępienia osoby faktycznie żyjącej według zasad chrześcijańskiej etyki. Symbolem obłudy i niedostrzegania przez kapłana prawdziwej wiary Kławdiji Stiepieniewej jest moment, w którym, wchodząc do jej pokoju, duchowny przez nieuwagę strąca na podłogę niewielkich rozmiarów ewangeliarz. Chociaż Jan Kronsztadzki nie został w opowiadaniu wymieniony wprost, współcześni bez problemu rozpoznawali w postaci duchownego jego osobę. Nikołaj Leskow był z gruntu niechętny Janowi Kronsztadzkiemu i ukazany przez niego obraz naznaczony jest uprzedzeniami.